# M1117 Guardian Armored Security Vehicle
Das M1117 Guardian Armored Security Vehicle (kurz: M1117 Guardian ASV) ist ein US-amerikanischer allradgetriebener Truppentransportpanzer (4×4). Vom Hersteller Textron Systems werden sie der Commando-Familie zugerechnet. Die Fahrzeuge wurden von Textron ab 1999 gebaut.

## Beschreibung

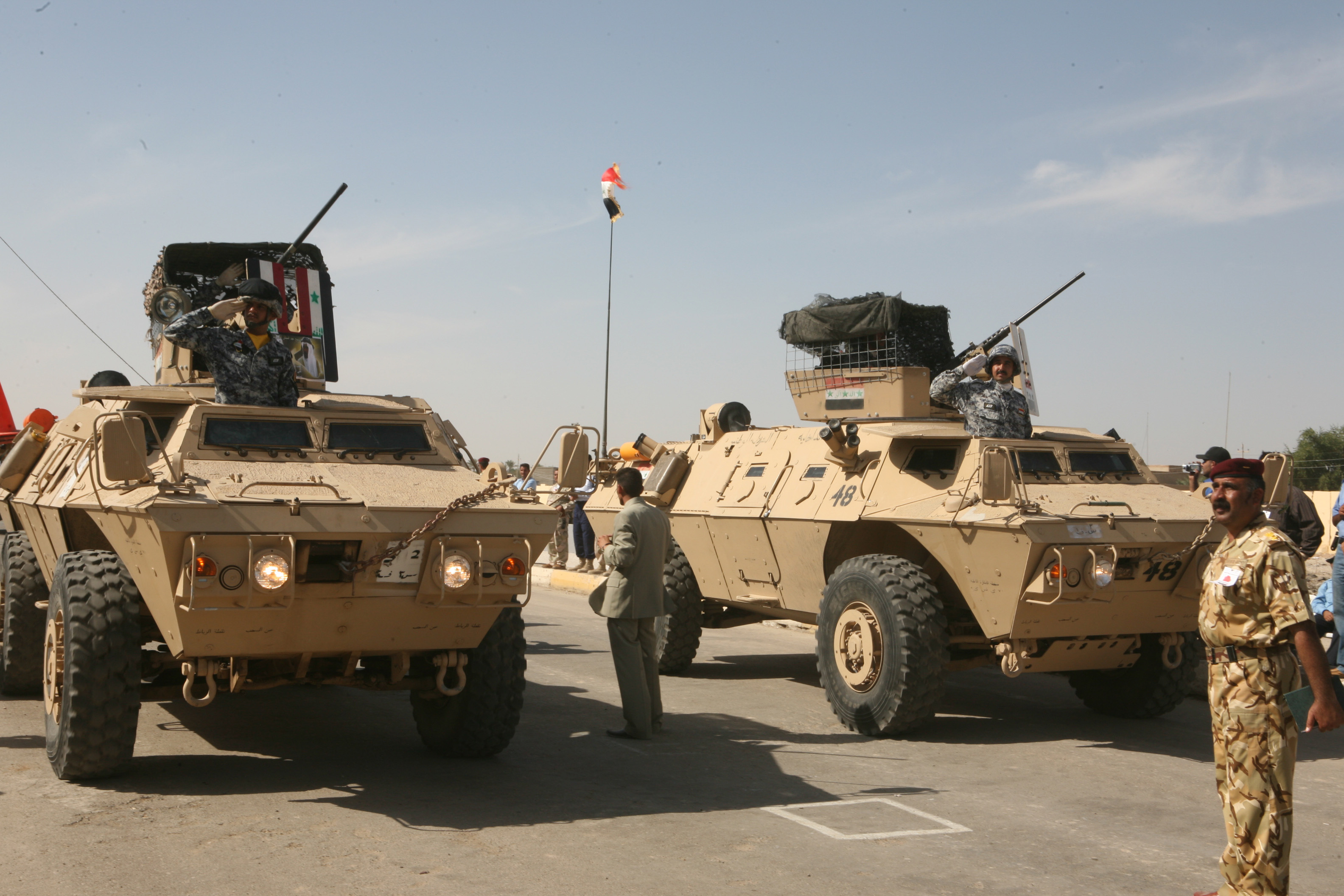
Irakische M1117 im Jahr 2007

Der M1117 Guardian ist im Wesentlichen eine Weiterentwicklung des M706 aus den 1960er-Jahren. Das erste Fahrzeug wurde 1999 an die US-Militärpolizei ausgeliefert. Da es zu Beginn der Produktionsphase Probleme bei der Fertigung gab, wurde in Erwägung gezogen, das Programm abzubrechen. Der 2003 begonnene Irakkrieg führte dazu, dass das Programm fortgeführt wurde. Die USA verfügen über etwa 1.700 M1117, insgesamt wurden jedoch über 3.360 Fahrzeuge produziert und exportiert.
Die Besatzung besteht aus drei Mann, der Innenraum des Fahrzeugs bietet noch weiteren drei Mann Platz. Das Fahrzeug ist nicht amphibisch. Die Panzerung des M1117 bietet Schutz gegen panzerbrechende Geschosse des Kalibers 12,7 mm. In bestimmten Fällen hält das Fahrzeug auch IEDs und Minen stand. Zudem ist der M1117 mit einem ABC-Schutzsystem ausgestattet.
Die Bewaffnung besteht aus einem 40-mm-Maschinengranatwerfer Mk 19, einem schweren Browning M2-12,7-mm-Maschinengewehr und einem 7,62-mm-Maschinengewehr M240. Die Bewaffnung ist in einem Turm untergebracht, der auch beim Amphibious Assault Vehicle verwendet wird.
Angetrieben wird der M1117 von einem Cummins-Dieselmotor des Typs 6CTA8.3, der eine Leistung von 194 kW liefert.
Eine Weiterentwicklung des M1117 ist der M1200 „Armored Knight“ sowie das Textron Tactical Armoured Patrol Vehicle der kanadischen Streitkräfte.

## Nutzer
- Kosovo
- Bulgarien
- Griechenland – Die Übergabe von 1.200 Fahrzeugen begann am 2. Dezember 2021.[3]
- Vereinigte Staaten
- Irak
- Kolumbien[4]
- Afghanistan[5]
- Ukraine – Die USA überlassen der Ukraine 250 Fahrzeuge zur Unterstützung gegen den russischen Überfall.[6]

## Kampfeinsätze
Der M1117 wird von der Ukraine im Russisch-Ukrainischen Krieg eingesetzt. Laut dem Oryx-Blog gingen mit Stand November 2024 drei Fahrzeuge verloren.